# Odontites aucheri
Odontites aucheri är en snyltrotsväxtart som beskrevs av Pierre Edmond Boissier. Odontites aucheri ingår i släktet rödtoppor, och familjen snyltrotsväxter. Inga underarter finns listade i Catalogue of Life.